# Tamansari (Karangmoncol)
Tamansari is een bestuurslaag in het regentschap Purbalingga van de provincie Midden-Java, Indonesië. Tamansari telt 5937 inwoners (volkstelling 2010).